# Fort Jaco (gebouw)
Fort Jaco was een blokhuis op de hoogte van Diesdelle in de Brusselse gemeente Ukkel. Het is gebouwd in 1705 door de ingenieur George Prosper Verboom in opdracht van landvoogd Maximiliaan-Emmanuel van Beieren. Verboom voorzag een vierkant fort met 40 meter lange zijden, omgeven door grachten en aarden wallen. Het moest de zuidelijke invalsweg naar Brussel beschermen tijdens de Spaanse Successieoorlog, toen een Engels-Nederlandse coalitie het opnam tegen een alliantie van de Spaanse Habsburgers met Frankrijk. De naam van het fort komt van de huursoldaat Jacques "Jaco" Pastur (1659-1723). In Franse dienst was hij in 1705 door de voorhoede van Marlborough verdreven uit Waterloo richting Diesdelle, maar toen de achtervolging vrij snel werd gestaakt, keerde hij onverhoeds om en wist hij zijn positie te heroveren. Hoewel Jaco dus geen gebruik maakte van het Spaanse blokhuis, raakte het in de volksmond met zijn actie verbonden. Na de ontmanteling van Fort Jaco rond 1820 begon Ukkel te verstedelijken en liet de vroegere versterking haar naam aan de wijk die er groeide.